# Rad (straling)
De rad is een eenheid van geabsorbeerde ioniserende straling per hoeveelheid materie, met het symbool rad. In het SI is het vervangen door de gray; De Verenigde Staten is het enige land waar men de rad nog gebruikt.
1 rad = 0,01 gray (Gy) = 1 cGy = 0,01 joule energie geabsorbeerd per kilogram weefsel.